# Sylvain Périer

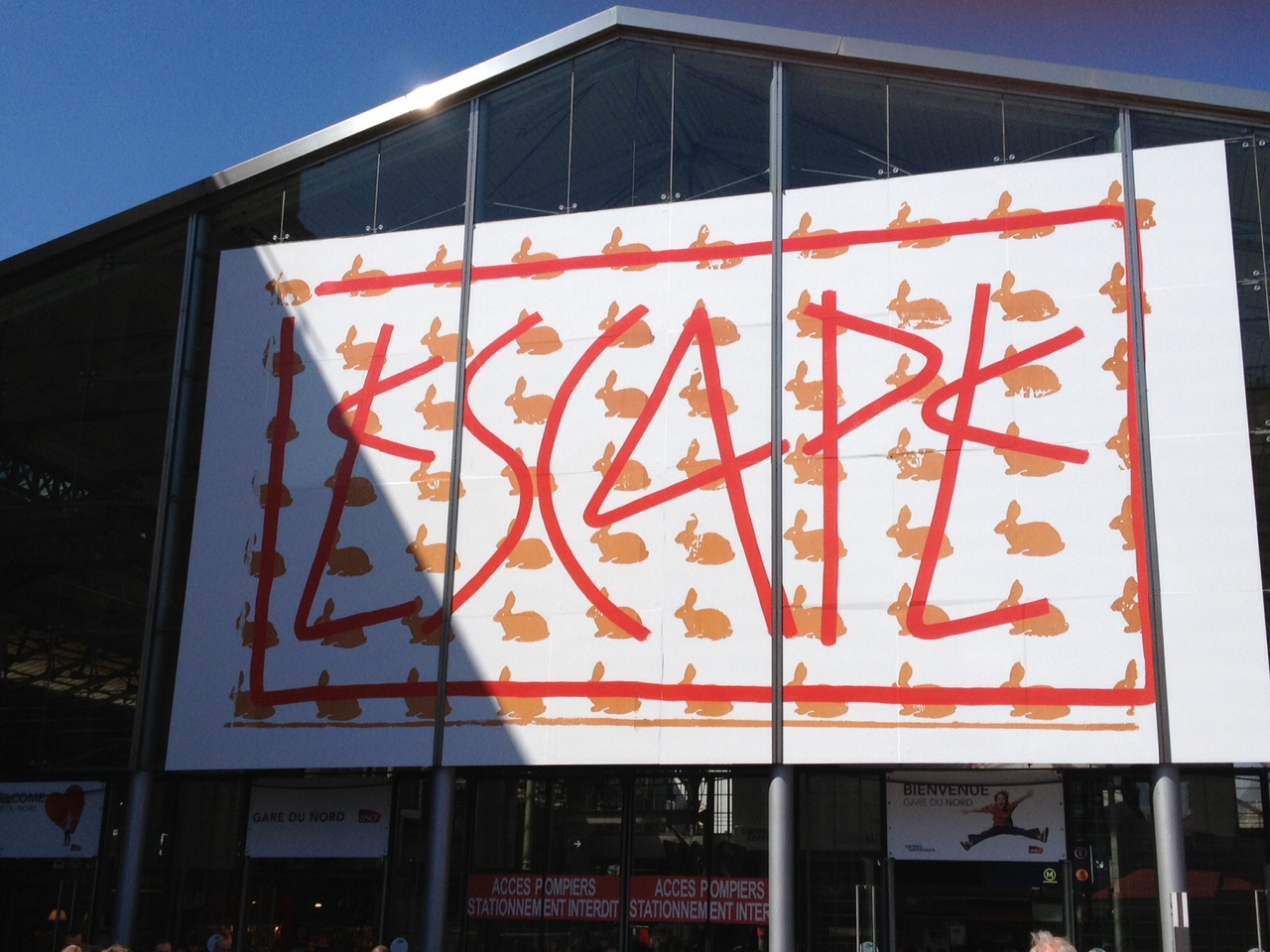
Paris, 2015

Sylvain Périer, Pseudonym: SP 38, (* 1960 in Coutances, Frankreich) ist ein französischer Künstler und Maler, der der Bewegung der Figuration libre zuzurechnen ist.

## Leben
Périer verbrachte in Coutances seine Kindheit und Jugend. Von 1976 bis 1979 durchlief er eine zweijährige Ausbildung im Kunstatelier „La Poulinière“ in Saint-Lô und an der Kunsthochschule von Cherbourg.
Anschließend zog er nach Paris, wo er von 1981 bis 1995 lebte. Erst ließ er sich im Quartier Saint-Germain-des-Prés nieder, zog mehrfach um und besetzte zahlreiche Häuser mit Künstlerinitiativen wie CAES, Boinod, Garage 53, Europaint, Trévise, la Forge de Belleville, Turquetil1, rue du Dragon, rue Blanche, la Grange aux Belles…. Er war auch einer der Schlüsselfiguren des Underground-Künstlerkollektivs „Zen Copyright“, zu dem auch Pierre Davis-Dutreix, Momo, Pedrô!, Yarps, Ed. Néant und Myster X gehörten.
1985 nahm SP 38 Teil an der Versammlung für Urban Art im Bondy (Frankreich), die ist organisiert von „Vive La Peinture“ (VLP) mit Jef Aérosol, Blek le rat, Miss.Tic, Speedy Graphito, Banlieue-Banlieue, Nuklé-Art, Epsylon Point, Futura 2000…
Er verbrachte viel Zeit in der Rue Dénoyez im Quartier de Belleville im 20. Arrondissement, wo er seine Poster und Kunst auf Wände klebte und in der Galerie Frichez-nous la Paix2 ausstellte. Er engagierte sich dort stark, bis zum Sommer 2015.
Im August 1995 verließ er Frankreich und ging nach Berlin, die Stadt, die „all das verkörperte, was in der Streetart möglich ist“. Er schloss sich den Straßenkünstlern und Hausbesetzern des Tacheles, des Acuds, von Prora auf Rügen, der Galerie Blühende Landschaften und des Stadtbads an. Die Wände der Stadt beklebt er mit Plakaten und ironischen Slogans, wie „Vive la bourgeoisie“, „Vive la crise“.
Seit 2008 beteiligt sich SP 38 aktiv an dem 1997 vom Französisch Autor Patrick Chatelier initiierten literarischen und künstlerischen „Instin“-Projekt mit seinen „Instin“-Plakaten, die er auf Mauern und Fassaden in vielen Ländern der Erde klebt.
Périer lebt heute in Berlin und reist viel in der Welt herum, um seine Poster und Sticker auf Wände zu kleben und seine Werke auszustellen.
| Ausstellungen und Performances (Auswahl) | Ausstellungen und Performances (Auswahl) | Ausstellungen und Performances (Auswahl) |
| ---------------------------------------- | --- | --- |
| 1985                                     | - Ausstellung im Bar L’Hélium, Paris, Frankreich - Erste Treffen der Graffiti und urban Art Bewegung, auf Initiative von VLP, mit Speedy Graphito, Miss.Tic, Epsylon Point, Blek le rat, Futura 2000, Nuklé-Art, Jef Aérosol, Banlieue-Banlieue… – Bondy, France | - Ausstellung im Bar L’Hélium, Paris, Frankreich - Erste Treffen der Graffiti und urban Art Bewegung, auf Initiative von VLP, mit Speedy Graphito, Miss.Tic, Epsylon Point, Blek le rat, Futura 2000, Nuklé-Art, Jef Aérosol, Banlieue-Banlieue… – Bondy, France |
| 1987                                     | - Free Art, l’année Beaubourg, Ausstellung – Free-Time vor dem Centre Pompidou, Paris, Frankreich ; mit Monique Peytral, Robert Combas, Jef Aérosol, Miss.Tic, Banlieue-Banlieue, François Boisrond, Jérôme Mesnager, Ody Saban, Jean Starck, Paella Chimicos, Daniel Baugeste, Pascal Barbe, Frédéric Voisin, Lolochka, Henri Schurder, VLP, Epsylon Point, Rafael Gray… | - Free Art, l’année Beaubourg, Ausstellung – Free-Time vor dem Centre Pompidou, Paris, Frankreich ; mit Monique Peytral, Robert Combas, Jef Aérosol, Miss.Tic, Banlieue-Banlieue, François Boisrond, Jérôme Mesnager, Ody Saban, Jean Starck, Paella Chimicos, Daniel Baugeste, Pascal Barbe, Frédéric Voisin, Lolochka, Henri Schurder, VLP, Epsylon Point, Rafael Gray… |
| 1988/1989                                | - L’Urbaine, Ausstellung und Performances – Diskothek La Locomotive, Paris, Frankreich - Exposition B’Art-Cloche, Paris, Frankreich | - Ausstellungen in der Galerie Monti-Curi, Paris, Frankreich |
| 1991                                     | - Art Co’91, Grande Arche de La Défense, Paris, Frankreich. Erste öffentliche Unterstützung des Ministeriums für Kultur für Street Art französische künstlerische Bewegung | - Art Co’91, Grande Arche de La Défense, Paris, Frankreich. Erste öffentliche Unterstützung des Ministeriums für Kultur für Street Art französische künstlerische Bewegung |
| 2006                                     | - Reveversible 2, Ausstellung – Feldkirch - 1 week, Ausstellung – Berlin - Street art workshop – Seoul, Südkorea - The world is everywhere – Hanyang, Südkorea - After vive la bourgeoisie, Ausstellung – Berlin - Inoperable, Ausstellung, street art – Wien, Österreich | - Blue S, Ausstellung – Le Cosset, Frankreich - Viva Montreal, Performance, street art – Montreal, Kanada - Desformes, Performance, street art – Santiago de Cile, Chile - Dites 33, Ausstellung – Paris, Frankreich - Schichtwechsel plakatwettbewerb, Ausstellung – Schaan - After Seoul Montreal Santiago, Ausstellung – Paris, Frankreich                             |
| 2007                                     | - In graafika, Performance, Ausstellung – Pärnu, Estland - Pig me !, Ausstellung – Berlin - C.S.T, Ausstellung – Feldkirch - D.universe 3, Performance, street art – Estland | - Fleischerei in Paris, Ausstellung – Paris, Frankreich - Open Space, Ausstellung, Performance – Berlin - KEAF, Performance, street art – Seoul, Südkorea - Post Korea show, Ausstellung – Berlin |
| 2008                                     | - In graafika, Performance, Ausstellung – Pärnu, Estland - 1968 – 1989, agit prop, Universität der Künste, Berlin, Deutschland - Squatt the world, mit LAB 39 – Paris, Frankreich - Not a penny off the pay, street art – Bristol, Vereinigtes Königreich - Urban affairs, street art – Berlin, Deutschland | - Le MUR, street art – Paris, Frankreich - Instin, Performance, street art – Arcueil, Frankreich - 400 ml, Ausstellung – Paris, Frankreich - Volks Luxus, Ausstellung – Berlin - 12 days for X.mas, street art – Bristol, Vereinigtes Königreich |
| 2009                                     | - Vive la poésie, Printemps des Poètes (Frühling der Poeten) – Berlin, Deutschland - Viva Montréal, Performance, Street Art – Montreal, Kanada - Zaz, Performance, street art – Tel Aviv, Jerusalem, Israel - Du street art à la campagne, Ausstellung – Le Cosset, Frankreich - Arrêt sur parcours, Street Art, Ausstellung – Chevigny, Frankreich | - Urban affairs extended, street art, Ausstellung – Berlin, Deutschland - Papergirl, Ausstellung – Berlin, Deutschland - Drucker Festival, Ausstellung – Berlin, Deutschland - Museum of Capitalism – Berlin, Deutschland |
| 2010                                     | - Beyond pressure, Performance, Street Art – Yangon, Myanmar (Birma) - Keaf, Performance, street art – Seoul, Südkorea - 360 years in exile, résidence – Gangjin, Myanmar (Birma) - Artaq, Street Art – Berlin, Deutschland - Diverse universe, Performance – Berlin, Deutschland - Ravy 2010, Performance – Yaoundé, Kamerun | - Crane in K.Faust, Street Art – Hannover, Deutschland - Printemps des Poètes (Frühling der Poeten), Street Art – Berlin, Deutschland - Le MUR, 3 years, Street Art – Paris, Frankreich - Reclaim your city, Street Art – Berlin, Deutschland - Warter, Ausstellung – Berlin, Deutschland                                                                                 |
| 2011                                     | - Print Making Festival – Estland - Hunger, Performance – Berlin, Deutschland - Artaq, Wandmalerei für die Stadt Angers, Frankreich - Keaf, Performance und Street Art – Seoul, Südkorea - Viva Montreal, Performance, Street Art – Montreal, Kanada - Fresh paint, Ausstellung – Montreal, Kanada | - Grabowsee, Street Art – Berlin, Deutschland - Print festival – Berlin, Deutschland - Tama tupada, Performance, Street Art – Philippinen - Obseded 3, Performance – New York City, Vereinigte Staaten - Dissidents, Ausstellung – Berlin, Deutschland |
| 2012                                     | - An art market in the bath – Berlin, Deutschland - Arts fund exhibition – Boulan Hotel, Miami, Vereinigte Staaten - The future starts now – Galerie Neurotitan, Berlin, Deutschland - Blue Wind International Multimedia Art Festival, Performance – Myanmar (Birma) - Korean Experimental Arts Festival – Seoul, Südkorea | - International Performance art festival – Hanyang, Südkorea - Paris Zone Libre – Galerie Frichez-nous la Paix, Paris, Frankreich - Escape, International Performance Festival – Berlin, Deutschland - The Stroke Urban Artfair – Berlin, Deutschland |
| 2013                                     | - Reclaim Your City – Berlin, Deutschland - Druck Berlin – Berlin, Deutschland - Mythiq 27, Ausstellung – Espace Cardin, Paris, Frankreich - Graves – Victoriaville, Kanada - Following or not – New York, Vereinigte Staaten - Under pressure – Montreal, Kanada - Viva ! – Montreal, Kanada - Street Art – Le Cosset, Frankreich - Ex voo – Avallon, Frankreich | - The urban artist home – Brüssel, Belgien - Collective street 1 – Paris, Frankreich - Paris Zone Libre 2 – Paris, Frankreich - Cut – Berlin, Deutschland - Instin, Collage – Toronto, Kanada - Les murs ont la parole – Paris, Frankreich - Instin – Montpellier, Frankreich - Escapade en librairie – Montpellier, Frankreich - Mix art – Berlin, Deutschland           |
| 2014                                     | - Rousseau sur 1 plateau – Paris, Frankreich - No Money No Art – Berlin, Deutschland - Street collective 2 – Paris, Frankreich - Rencontres – Mers-sur-Indre, Frankreich - Paris Zone libre 3 – Paris, Frankreich | - Mural Biennal – Dongpirang, Südkorea - Typozine – Warschau, Polen - Haribo Verboten – Berlin, Deutschland - Inspire Collective – Jerusalem, Israel - Instin in Berlin – Berlin, Deutschland |
| 2015                                     | - Instin im New York, Collage – US - Escape (Legalize Freedom), Ausstellung – Quin Hotel, New York, US - Art Résidence Paris Gare du Nord, Quai 36, Ausstellungen und Performance – Paris, Frankreich - Rue Instin, Street Art Performances – rue Dénoyez, Paris, Frankreich | - Ausstellungen und Performances – Galerie Le cabinet d’amateur, Paris, Frankreich - La friche, la fin, la fête – Galerie Frichez-nous la Paix, rue Dénoyez, Paris, Frankreich |
| 2016                                     | - Instin im Istanbul, Collage – Türkei; Instin im Salon du Livre, Collage – Paris, Frankreich; Instin im Genua, Collage – Italien - Ralentir Street Art, Wandmalerei – musée de La Poste, Paris, Frankreich - Village Voice, Ausstellung – Berlin - Wandmalerei – Seoul, Südkorea - Open Walls Gallery, Ausstellung – Berlin | |
| 2017                                     | - Street Art / Inventory, Wandmalerei – Open Walls Gallery, Berlin - Street art – Seoul, Südkorea - Erased, Ausstellung – Galerie Frichez-nous la Paix, Paris, Frankreich - Made in Berlin, Ausstellung – Galerie Le Cabinet d'amateur, Paris, Frankreich - No Exit, Street Art Festival – Bangkok, Thailand | |
| 2018                                     | - Coloriage géant (riesige Färbung), Ausstellung – Deutsch-Französisches Jugendwerk (DFJW) (Office franco-allemand pour la Jeunesse) (OFAJ), Berlin, Deutschland - Post-Vandal Residency 2 – Urban Spree Gallery und Boddinale, Berlin - Post-Vandal Residency 3 – Lab 29, Seoul, Südkorea - Street Art City – Lurcy-Lévis, Frankreich - The Box Factory, Ausstellung – OMAE Gallery, Seoul, Südkorea - Art Studio, Ausstellung – Jeonju, Südkorea - deTour Festival "Trial and Error", Ausstellung – Hongkong | |
| 2019                                     | - Post Korean Popup Show, Ausstellung – Seoul, Südkorea - Serigraffeur Galerie, Ausstellung – Berlin, Deutschland - SPARALLÈLE38, Ausstellung – Galerie Lithium, Paris, Frankreich - Unite Korea, Ausstellung – Galerie Pont des arts, Coutances, Frankreich | |